# Царман, Александр Александрович (1873)
Александр Александрович Царман (настоящая фамилия Заарман, 1873—1939) — русский и советский артист театра и балета, балетмейстер, композитор и педагог. 

## Биография
Родился 24 июня (6 июля по новому стилю) 1873 года в Москве.
В 1890 году окончил Московское театральное училище (педагог И. Н. Хлюстин), после чего работал в кордебалете Большого  театра. Дебютировал в этом же году в спектакле «Два вора» (Бранислав Нушич). Исполнял танцевальные и пантомимические партии в операх и балетах, среди которых Герцог («Дон Кихот»), Приближённый хана («Конёк-Горбунок»), Сбитенщик («Кавказский пленник») и других. 
Также Александр Царман ставил бальные танцы, вводил в них элемент народности, создавал новые экзотические танцы («Фанданго», «Гейша»). 1 января 1901 года в зале Благородного собрания он представил новый танец падеспань (на собственную музыку). Сочинял хореографию и музыку танцев «Бальный чардаш», «Бальная лезгинка», «Тарантелла», «Украинский казачок» и других. 
Преподавал бальные танцы в различных московских учебных заведениях.
Умер в Москве 28 января 1939 года, похоронен на Новодевичьем кладбище рядом со своим сыном.
Известные композиции Цармана:
- Pas d’Espagne — салонный танец.
- Дыхание весны — вальс.
- Мое признание —  падепатинер.
- Бальный чардаш[5] — салонный танец.

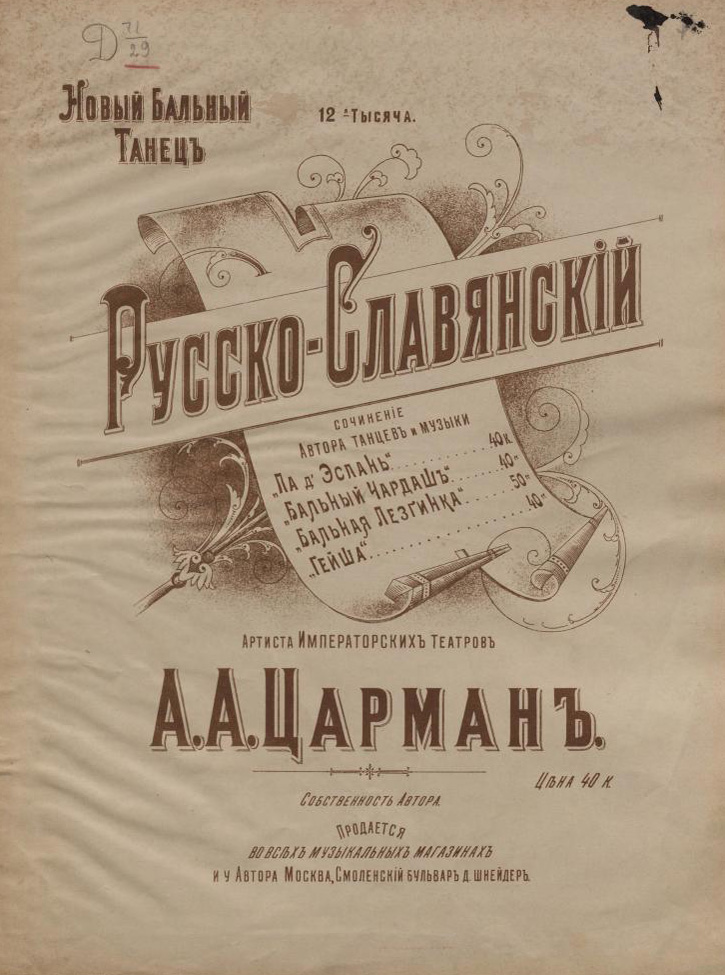

- Бальная лезгинка  — салонный танец.
- Украинский казачок — салонный танец.
- Русско-славянский  — салонный танец.
- Гейша  — салонный танец.
- Польский —  салонный танец.